# Ethel Kennedy
Ethel Kennedy, ursprungligen Skakel, född 11 april 1928 i Chicago, Illinois, död 10 oktober 2024 i Boston, Massachusetts, var en amerikansk människorättsaktivist och hustru till den amerikanske senatorn Robert F. Kennedy.

## Biografi
Ethel Kennedys mor var katolik och hennes far protestant; hon hade sex syskon. Hennes far byggde upp ett företag i kolbranschen, The Great Lakes Carbon Corporation. och blev med tiden en av USA:s mest förmögna personer. När hon var fem år gammal begav sig familjen österut och efter att ha flyttat runt bosatte de sig i Greenwich i Connecticut. År 1945 började hon studera vid Manhattanville College of the Sacred Heart i New York och där fick hon som rumskamrat Jean Kennedy, syster till USA:s blivande president John F. Kennedy och Robert Kennedy. Hon träffade Robert Kennedy första gången under en skidutflykt vintern 1945; han intresserade sig till att börja med för hennes syster Patricia, men gjorde slut med henne och började istället ha sällskap med Ethel. De förlovade sig i februari 1950 och gifte sig den 17 juni 1950.
I äktenskapet föddes elva barn:
1. Kathleen (född 1951; viceguvernör i Maryland)
2. Joseph Patrick (född 1952)
3. Robert Francis Jr. (född 1954)
4. David (1955–1984; dog av en överdos narkotika)
5. Mary Courtney (född 1956)
6. Michael (1958–1997; omkom på nyårsaftonen i en skidolycka i Aspen, Colorado)
7. Mary Kerry (född 1959; ordförande för en grupp goodwill-ambassadörer länkade till Amnesty International i USA)
8. Christopher (född 1963)
9. Matthew Maxwell (född 1965)
10. Douglas (född 1967)
11. Rory (född 1968)

Robert Kennedy mördades i juni 1968 av Sirhan Sirhan under presidentvalskampanjen. Ethel Kennedy väntade då parets elfte barn Rory.
Efter mordet på sin make levde Kennedy ett tillbakadraget liv, men uppmärksammades igen 2002. Brorsonen Michael Skakel, son till Ethel Kennedys bror Rushton Skakel, anklagades då för mordet på Martha Moxley 1975, vilket var ett av USA:s mest uppmärksammade mordfall och tillika rättegång.